# Benbowia takamukuana
Benbowia takamukuana är en fjärilsart som beskrevs av Matsumura 1931. Benbowia takamukuana ingår i släktet Benbowia och familjen tandspinnare. Inga underarter finns listade i Catalogue of Life.